# Тесленко, Полина Александровна
Полина Александровна Тесленко (родилась 14 марта 1994) — российская регбистка и борец, нападающая клуба «Красный Яр» и сборной России по регби-7. Мастер спорта России (1 ноября 2016).

## Биография
Кандидат в мастера спорта по акробатике, мастер спорта по лёгкой атлетике (прыжки в высоту) и по регби. Чемпионка России среди юниорок по вольной борьбе 2014 года (категория до 67 кг). В клубе «Красный Яр» с 2012 года. Как игрок сборной России по регби-15, участвовала в розыгрышах Европейского Трофи (чемпионата Европы) в 2014 и 2016 годах, бронзовый призёр. В 2015 году впервые приглашена в сборную России по регби-7 перед этапом Мировой серии в Канаде. В составе сборной России завоевала титул чемпионки Европы 2017 года по регби-7 (участница этапа во Франции), а в 2018 году выиграла чемпионат Европы по пляжному регби.